# Бернгард Ернст фон Бюлов
Бернгард Ернст фон Бюлов (2 серпня 1815, Цісмар, Греміц, Гольштейн — 20 жовтня 1879, Франкфурт-на-Майні, Гессен-Нассау) — німецький державний і політичний діяч, Статс-секретар імперського відомства закордонних справ (1873—1879).

## Біографія

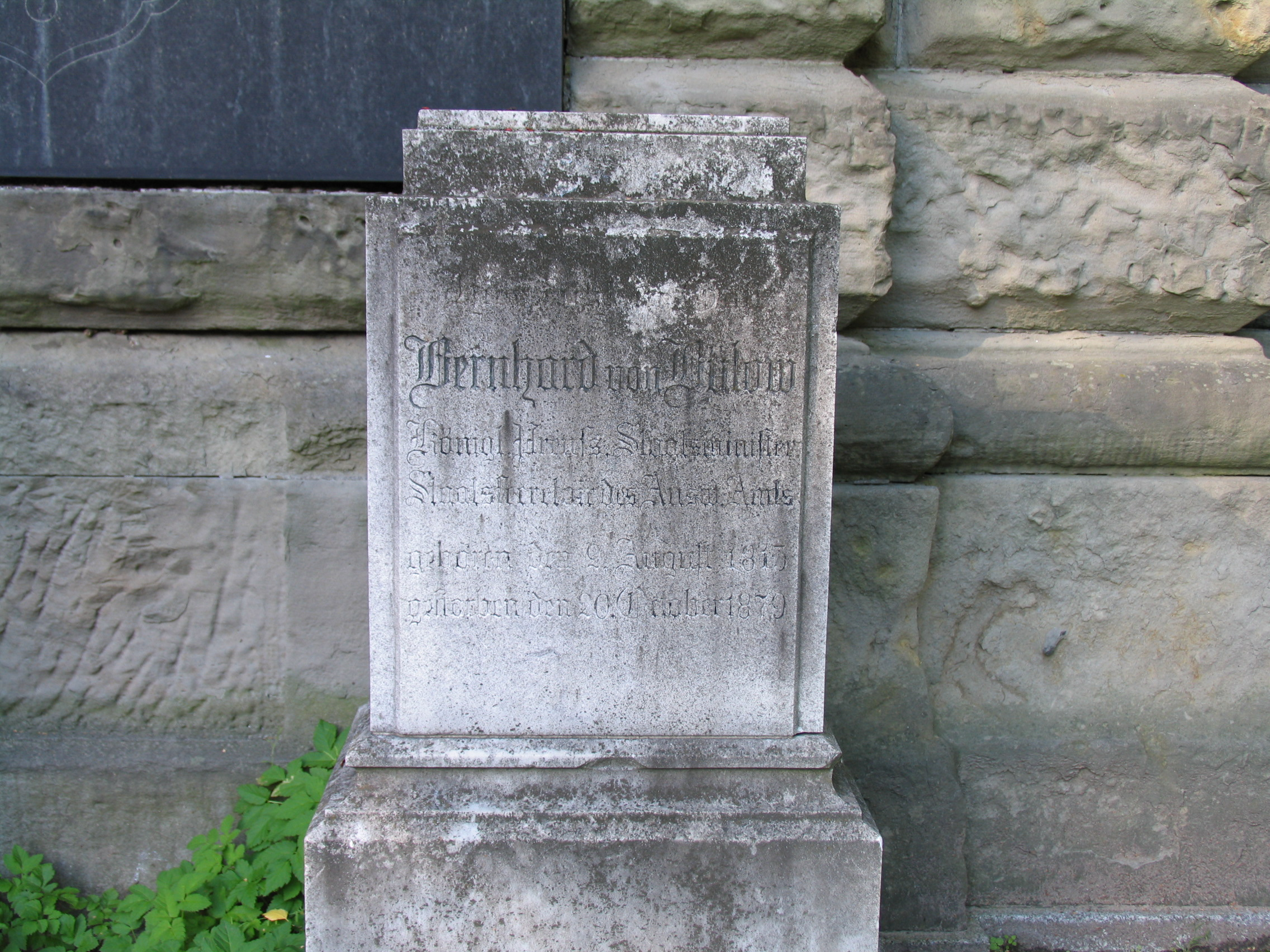
Могила на Старому кладовищі Дванадцяти Апостолів у Берліні-Шенеберг

Бернгард Ернст фон Бюлов вивчав право в Берлінському університеті, Геттінгенському університеті Георга-Августа та Кільському університеті Крістіана-Альбрехта. У Геттінгені він став членом Корпусу Вандалія в 1833 році. Після закінчення навчання в 1839 році, він вступив на службу до уряду Гольштейну як асесор. Невдовзі після цього він вступив на державну службу Данії в канцелярії Німецького союзу в Копенгагені (від канцлерства герцогства Шлезвіг-Гольштейн-Лауенбург). У 1842 році він став радником, а в 1847 році — тимчасовим повіреним у справах Данії в ганзейських містах. 1848 року після початку повстання в Шлезвіг-Гольштейн-Лауенбурзі він залишив данську службу. Запропонував свої послуги тимчасовому уряду в Кілі, але там отримав відмову.
У 1849 році він знову вступив на данську службу. , був призначений таємним камергером. У 1851 році він став послом короля Данії, який був і в якості герцога Гольштейну і Лауенбурга у Федеральному парламенті у Франкфурт-на-Майні. Тут він познайомився з Отто фон Бісмарком. Бюлову не подобалася радикальна партія Ейдера-Дана в Шлезвіг-Гольштейні, і коли ця партія прийшла до влади в 1862 році, його відкликали з Франкфурта-на-Майні.
У 1862 році він став державним міністром (часткового) Великого герцогства Мекленбург-Стреліц у Нойштреліці, де він також був канцлером Ордену з 1864 року. Він брав участь у переговорах щодо заснування Північнонімецького союзу, до якого у 1867 році приєдналися обидві землі Мекленбург.
В результаті Бюлов став представником Федеральної ради Північнонімецького союзу. У 1868 році вступив на прусську державну службу і був призначений послом у Пруссії.
9 жовтня 1873 року, на прохання канцлера Отто фон Бісмарка, він був призначений наступником Германа Людвіга фон Балана на посаді статс-секретаря в міністерстві закордонних справ у ранзі державного міністра Пруссії. У 1876 році він став державним секретарем міністерства закордонних справ. Однак фактичне формування зовнішньої політики було значною мірою відповідальністю рейхсканцлера. З червня по липень 1878 року він брав участь у Берлінському конгресі разом з Бісмарком і тодішнім послом у Парижі, а пізніше канцлером Хлодвігом цу Шиллінгсфюрст-Гогенлое.
У 1879 році він хотів піти в більш тривалу відпустку, але 20 жовтня того ж року помер у віці 64 років від наслідків інсульту у Франкфурті-на-Майні. Місце його останнього спочинку — родинне поховання Бюлов на Старому кладовищі Дванадцяти Апостолів у Берліні-Шенеберг.

## Сім'я
Бернгард Ернст фон Бюлов походив із мекленбурзької дворянської родини Бюлов і народився як син датського амтмана амту Цісмара Адольфа Генріха Гартвіга фон Бюлова та племінник міністра закордонних справ Пруссії Генріха фон Бюлова. Його матір'ю була графиня Сусанна Августа Клара Адельгейд Баудіссін (* 25 вересня 1790 р. у Копенгагені; † 26 вересня 1874 р. у Пльоні), донька датського генерал-лейтенанта та губернатора Копенгагена графа Карла Людвіга фон Баудіссіна з Ранцау та Ламмерсхагена (1756—1814). У 1823 році вона вдруге вийшла заміж за Ганса Адольфа фон Варнштедта († 1853), лісника та мисливця герцогства Гольштейн.

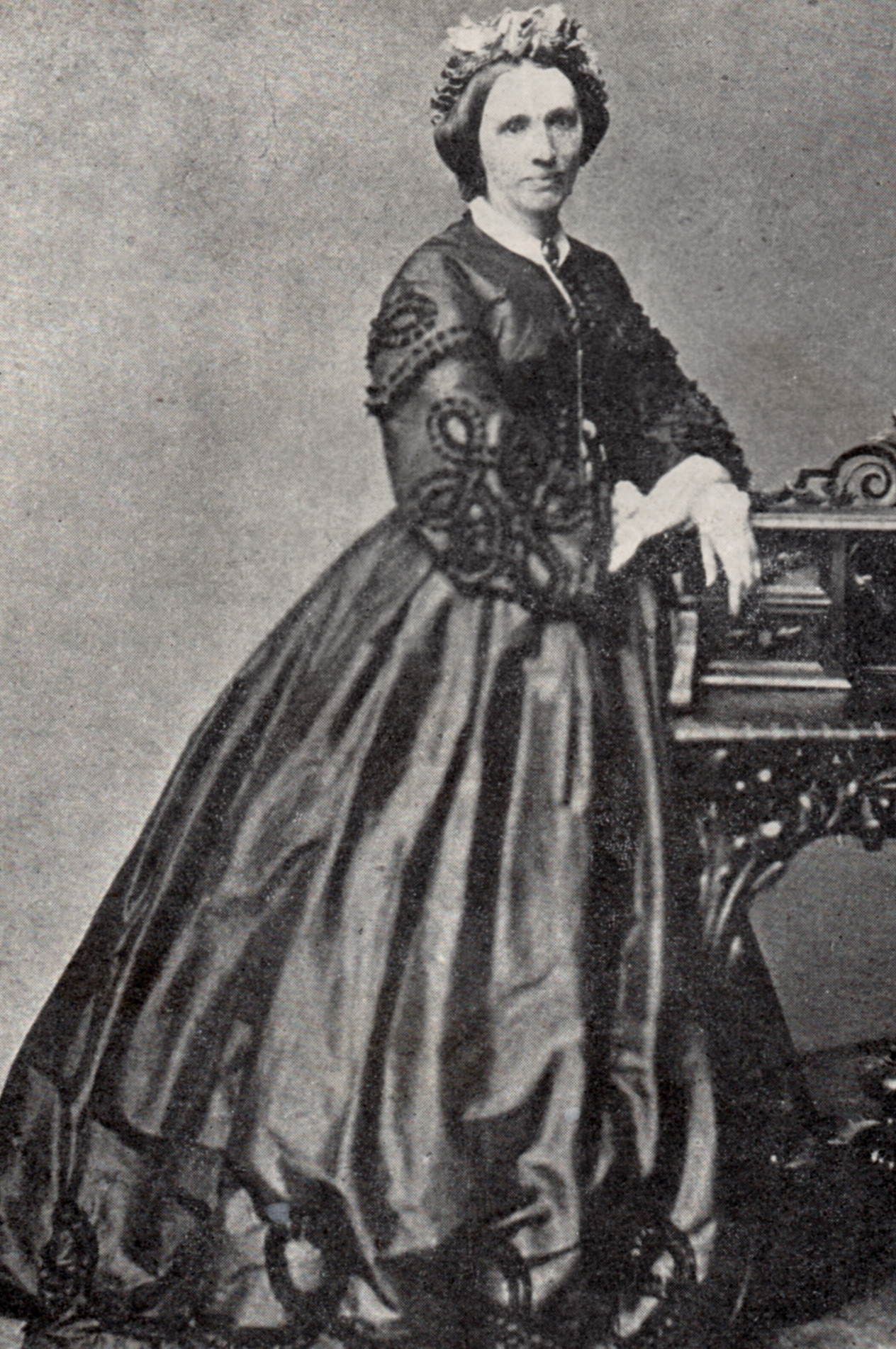
Луїза Рюккер

30 квітня 1848 року Бернгард Ернст фон Бюлов одружився з Луїзою Рюккер (* 18 жовтня 1821; † 29 січня 1894), сестрою сенатора Гамбурга Альфреда Рюккера та онукою сенатора Мартіна Йоганна Єніша. Подружжя мало восьмеро дітей:

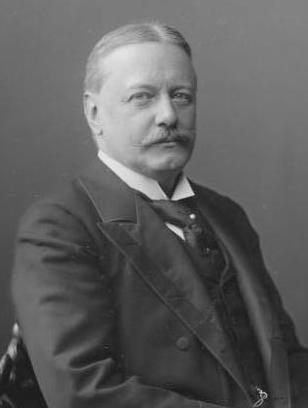
Син Бернгард фон Бюлов. 1899 р.

- Бернгард (1849—1929), міністр закордонних справ і четвертий канцлер Німецької імперії (дружина Марія Беккаделлі ді Болонья, маркіза ді Альтавілья;
- Адольф Вільгельм Ернст (1850—1897), прусський генерал-майор і особистий ад'ютант кайзера Вільгельма II. 1-ша дружина 1 липня 1884 р. графиня Карола Вітцтум фон Екстедт (1864—1886), 2-га дружина 14 травня 1891 року графиня Марія Єлизавета Урсула фон дер Шуленбург (* 2 квітня 1868; † 6 липня 1946);
- Альфред Віктор Отто Віктор Ернст (* 7 серпня 1851; † 26 червня 1916), прусський дипломат (дружина Марі фон Діллен-Шпірінг (* 20 липня 1859; † 28 червня 1934) і правнучка Карла Людвіга Емануеля фон Діллена);
- Вальдемар (1852—1854);
- Крістіан (* 17 жовтня 1855; † 23 вересня 1927) (дружина Ізабель Рюккер (* 1 червня 1868);
- Берта (* 2 травня 1858; † 25 січня 1870);
- Карл-Ульріх Штефан Вільгельм (1862—1914), генерал-майор;
- Фрідріх (* 20 липня 1865; † 11 січня 1936) (дружина Юлія Зоммер (* 29 вересня 1869).